# Aibar
Aibar in castigliano e Oibar in basco, è un comune spagnolo di 920 abitanti situato nella comunità autonoma della Navarra.